# Кадат
Кадат (осет. Къадат) — село в Алагирском районе Республики Северная Осетия-Алания. Входит в состав Фиагдонского сельского поселения.

## Географическое положение
Расположено верховье безымянного ручья левобережного притока реки Фиагдон, в 2,5 км к западу от центра сельского поселения поселка Верхний Фиагдон.

## История
Снято с учётных данных законом Республики Северная Осетия-Алания № 34-РЗ от 09.07.2009 г. Восстановлено в 2011 году, повторно в 2018 году.